# Théodore Fivel
Théodore Fivel, né le 3 mars 1828 à Albiez-le-Vieux, aujourd'hui Albiez-Montrond (duché de Savoie) et mort le  30 janvier 1894 à Chambéry (département de la Savoie), est un architecte savoyard, qui peut être considéré, selon Michel Germain, comme « un des plus grands architectes religieux du XIXe siècle, spécialiste du néogothique », tout en indiquant qu'il reste fort méconnu.
Il a un fils qui sera ingénieur des Ponts-et-Chaussées. Son petit-fils est Ferdinand Fivel (1888-1981), un ingénieur hydraulicien.

## Biographie
À la suite d'une longue période de style néoclassique, l'architecture religieuse en Savoie est renouvelée avec le néo-gothique et le néo-roman,. Si Fivel est le défenseur d'une architecture dans la plus pure tradition du gothique du XIIIe siècle, il s'oppose à l'autre grand architecte de son époque Samuel Revel (1825-1897), qui opte pour un style « roman antique ».
Il est l'auteur d'un ouvrage L’Alésia de César : près de Novalaise sur les abords du Rhône (1866), alors qu'il est l'architecte départemental de la Savoie, qui voit dans le toponyme de Novalaise, un dérivé de nova Alesia, le site de l'Alésia de César.
Il est élu le 5 mars 1868 à l'Académie des sciences, belles-lettres et arts de Savoie, avec pour titre académique Agrégé. Il est d'ailleurs auteur de quelques communications sur des lieux de Savoie.

## Réalisations

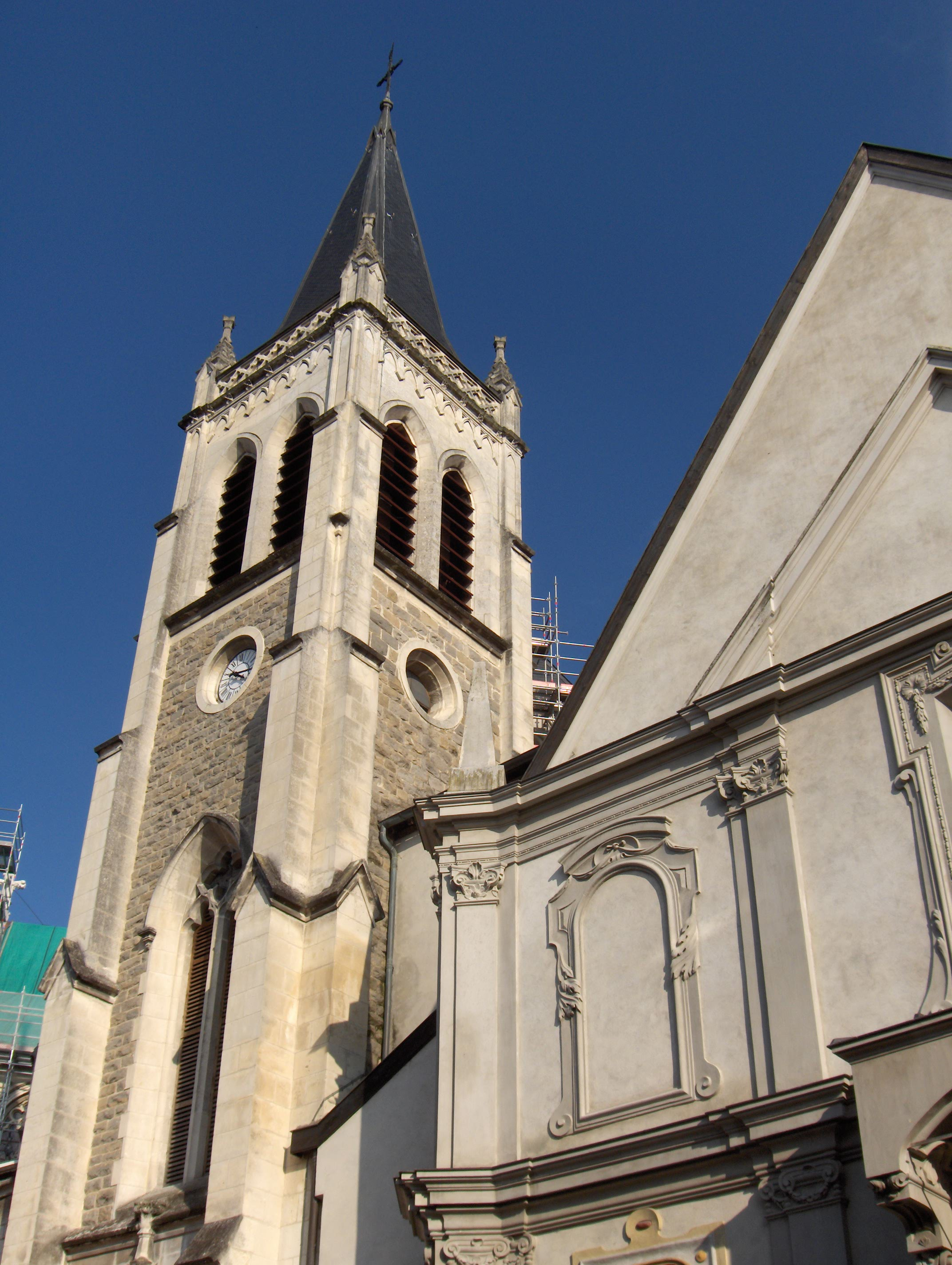
Basilique Saint-François-de-Sales de Thonon-les-Bains (1889-1894).

Théodore Fivel a été l'architecte de nombreux édifices religieux de Savoie (voir ci-après), mais il est aussi intervenu dans les départements voisins notamment avec l'église Saint-Marcel d'Allevard (Isère) ou encore l'église Saint-Martin de Saint-Martin-du-Frêne (Ain).
- Église Saint-Maurice de Drumettaz-Clarafond. Édifiée en 1860[5].
- Église Saint-Antonin de Doucy-en-Bauges. Édifiée en 1863[5].
- Sanctuaire de Notre-Dame-de-l'Aumône de Rumilly. Restauré en 1863[11].
- Église d'Albens construite entre 1862 et 1863.
- Église Saint-Maurice de Bellecombe-en-Bauges. Édifiée en 1865[5].
- Église Saint-Nicolas d'Arbin. De style néoroman (1721), l'édifice est agrandi en 1865[12]
- Église Notre-Dame-de-l'Assomption du Noyer. Édifiée en 1867[5].
- Église Notre-Dame-de-l'Assomption de Sévrier. Édifiée en 1876[5].
- Basilique Saint-François-de-Sales de Thonon-les-Bains. Débutée en 1889, les travaux se terminent quelque temps après sa mort[3],[10].
- Chapelle Sain- Pierre de Valloire. De style néo-gothique, construite en 1858 sur l'emplacement de l'ancienne chapelle du château éponyme.